# Đảo búp bê

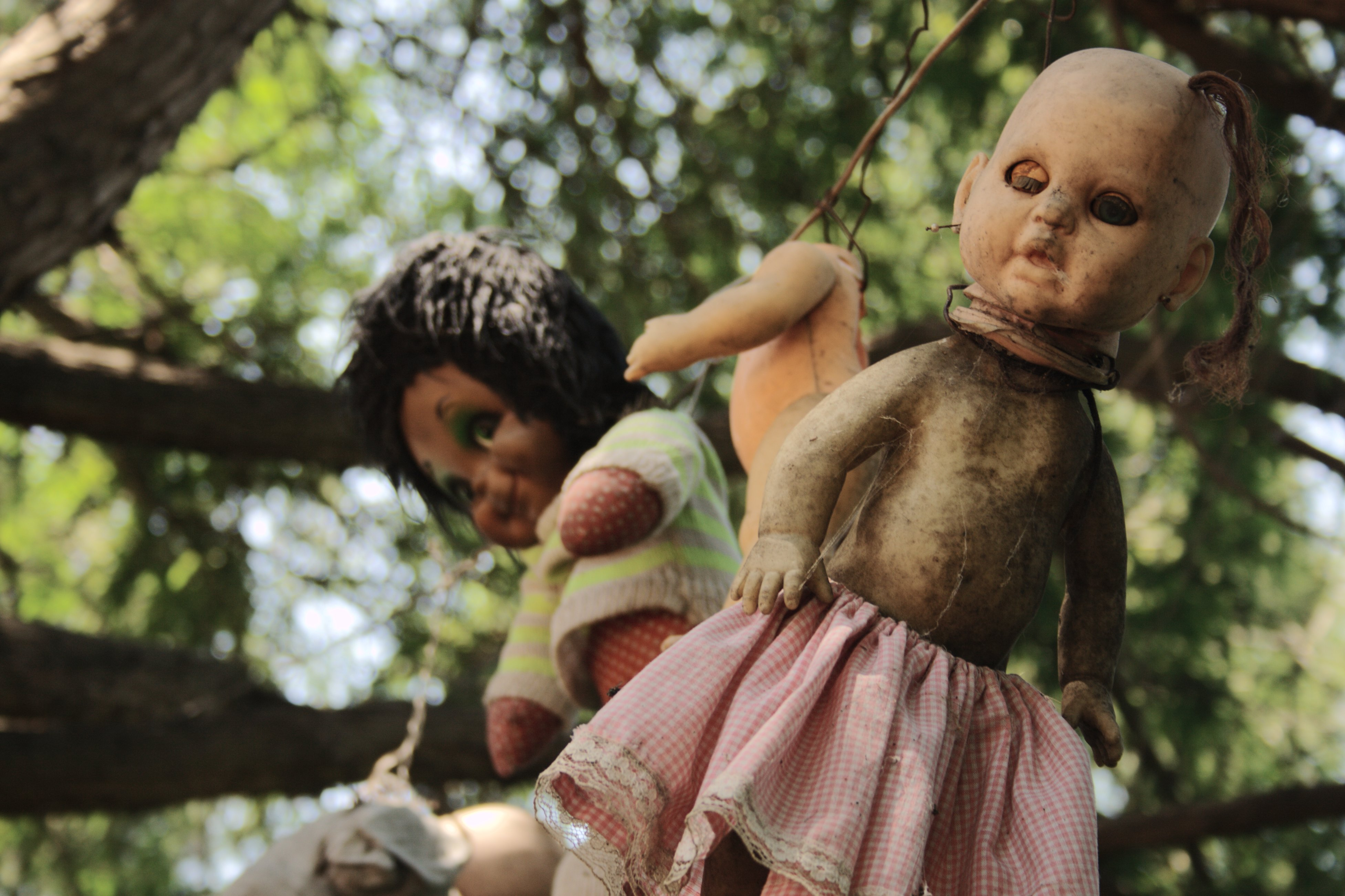
Búp bê được treo trên cành cây tại hòn đảo.

Đảo búp bê (tiếng Tây Ban Nha: Isla De Las Muñecas) là tên một hòn đảo nổi tiếng với việc chứa hàng trăm, hàng nghìn con búp bê bị treo trên cây trong tình trạng phân rã. Những con búp bê và câu chuyện xung quanh hòn đảo đã khiến nơi đây trở thành một địa điểm thu hút khách du lịch, và cũng bị coi là một trong những nơi đáng sợ nhất thế giới. Hòn đảo này có vị trí nằm ở các con kênh của Xochimilco, phía nam của trung tâm Thành phố Mexico, có vị trí rất gần gần với Sân vận động Azteca.

## Lịch sử
Theo truyền thuyết từ những năm 1950, Julian Santana Barrera là người trông nom tại hòn đảo. Một ngày, ông tìm thấy một cô gái bị chết đuối. Ngay sau đó, ông cũng tìm thấy một con búp bê trôi dạt gần đó. Cho rằng con búp bê kia thuộc về cô gái, ông bắt đầu treo nó lên cây như cách thể hiện sự tôn trọng và cầu nguyện cho linh hồn nhỏ kia.
Cũng có nguồn tin khác cho rằng năm 1920, có một cô bé bị chết đuối tại một hòn đảo nhỏ phía nam Mexico. Linh hồn cô bé không được siêu thoát nên  người dân địa phương thỉnh thoảng lại nghe những âm thanh kỳ lạ phát ra từ hòn đảo. Cuối thập niên 1950, Barrera đến định cư tại đây. Barrera tin rằng tất cả búp bê đều có linh hồn nên ông thu nhặt, dùng cả nông sản đổi lấy những con búp bê bất kể mới cũ, xấu đẹp treo khắp đảo để làm bạn với cô gái đã chết đuối. Thậm chí, ông còn làm một miếu thờ nhỏ để thờ cô bé cùng các con búp bê.

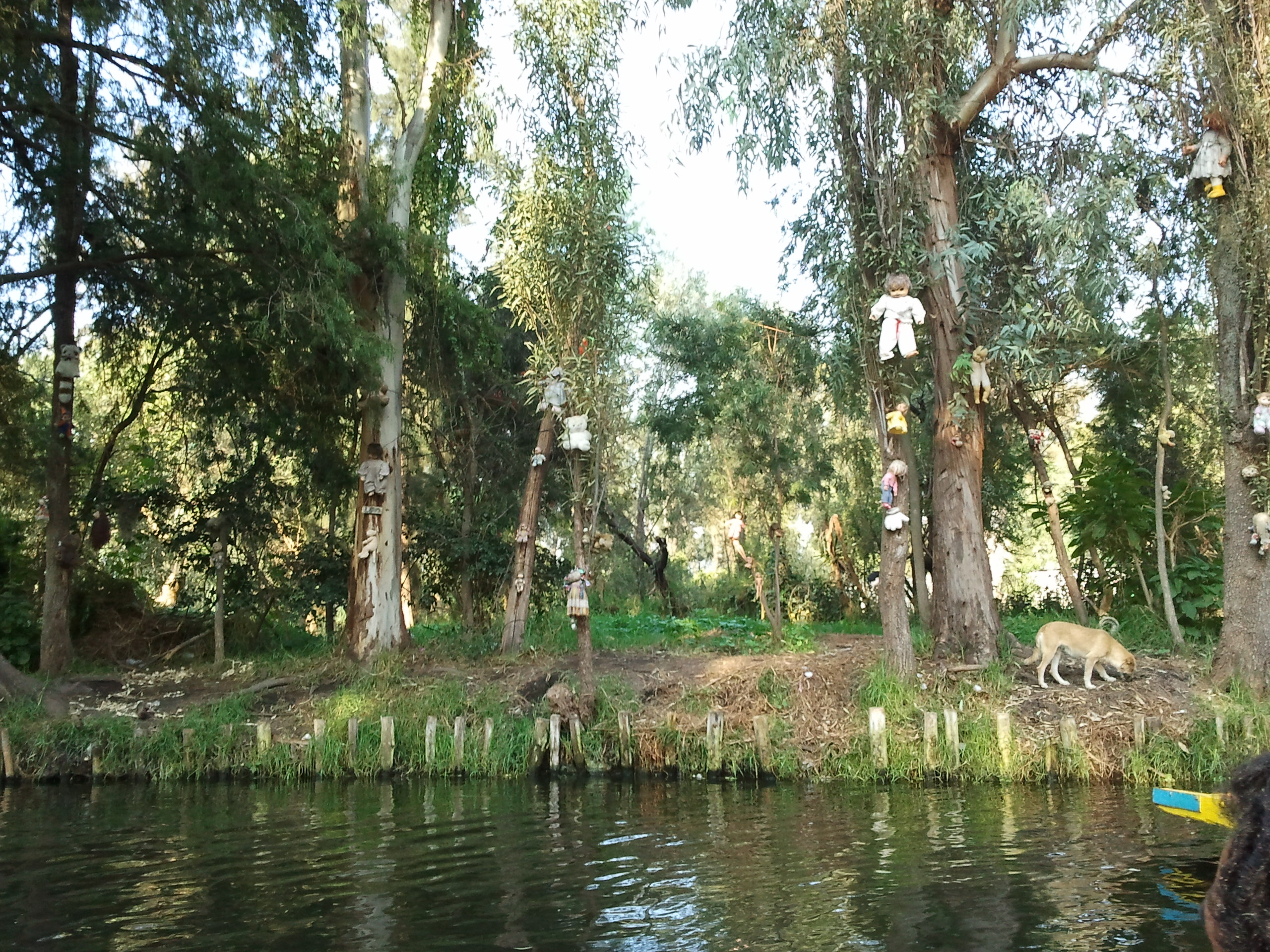
Những con búp bê được nhìn từ sông

Barrera sau đó bắt đầu nghe thấy những tiếng thì thầm, la hét hay tiếng bước chân trong bóng tối. Để xoa dịu linh hồn lang bạt, ông bắt đầu thu thập và treo thêm nhiều búp bê lên các cây trên khắp hòn đảo. Ông đưa cho họ những hoa trái, rau củ mà ông trồng được trên đảo và đổi lại họ cho ông búp bê cũ. Nếu con búp bê đó thiếu tay, chân hoặc đầu, ông sẽ lấy bộ phận thừa từ những con búp bê khác lắp vào. Sau khi việc sửa chữa hoàn tất, ông sẽ treo chúng lên những cành cây hoặc bụi cây trên khắp hòn đảo hoặc đóng đinh chúng trên những hàng rào hoặc giá để dụng cụ của các nông dân, ngoài ra ông cũng căng thêm dây để có thể treo được nhiều búp bê hơn. Lâu dần, những con búp bê này trở thành nơi trú ngụ cho những côn trùng như kiến, nhện và sâu bọ. Du khách có thể bắt gặp những con sâu hoặc nhện bò quanh mắt hoặc miệng của búp bê.
Trong suốt 50 năm, hòn đảo được phủ kín bởi hàng trăm đến hàng nghìn con búp bê. Những con búp bê hiện đều trong tình trạng phân rã. Năm 2001, người ta tìm thấy Barrera cũng bị chết đuối đúng vị trí ông tìm thấy xác cô gái.

## Tiếp cận

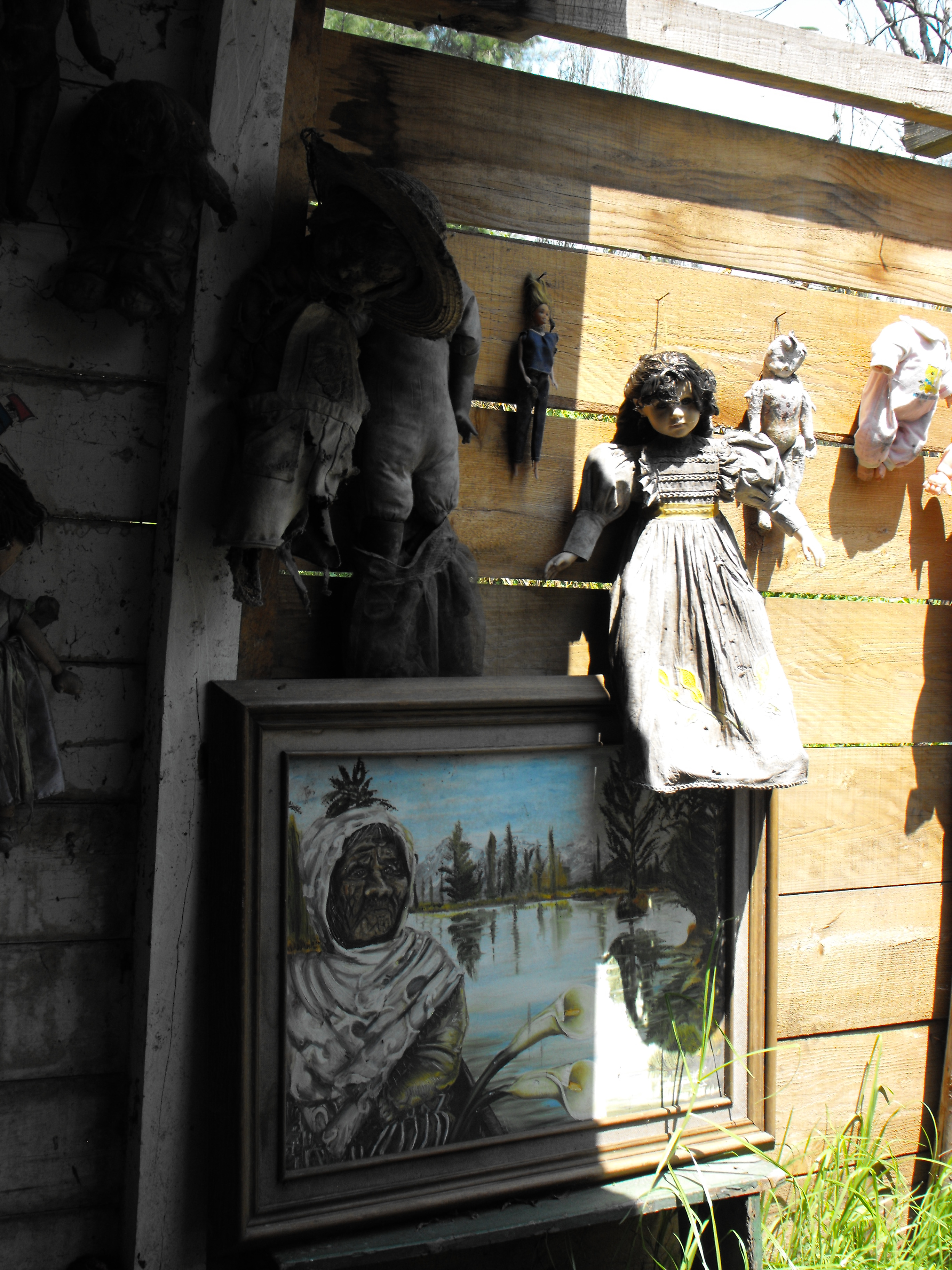
Búp bê cổ nhất tại hòn đảo

Đảo Búp bê nằm trên hệ thống kênh ở Xochimilco, một thị trấn cách thủ đô Mexico 27 km về phía nam. Du khách có thể bắt thuyền từ Embarcadero Cuemanco hoặc Embarcadero Fernando Celada khoảng 3 đến 4 tiếng là tới các đảo xung quanh rồi thuê thuyền tới Isla de las Muñecas. Hòn đảo này là nơi sinh sống của hơn 1000 cư dân.

## Đón nhận
Sau cái chết của Julian Santana Barrera, hòn đảo này đã trở nên nổi tiếng, xuất hiện trên mặt báo, chương trình truyền hình với những câu chuyện đáng sợ và ngày càng thu hút nhiều khách du lịch tới thăm. Họ mang thêm nhiều búp bê và treo lên các nhánh cây. Đảo búp bê nằm trong hệ thống kênh đào của Xochimilco, một địa điểm đã được UNESCO công nhận là di sản thế giới vào năm 1987, khiến cho nơi đây ngày càng thu hút khách và được coi là "điểm đến đáng sợ nhất ở quốc gia này".
Những câu chuyện và khung cảnh trên hòn đảo đã khiến những du khách phải rùng mình. Đảo búp bê cũng trở thành một trong những địa điểm du lịch ăn khách nhất Mexico. Đảo búp bê đang được Anastasio Santana Velasco, cháu trai của Barrera chăm sóc, và anh cũng là hướng dẫn viên du lịch tại đây với mỗi tour tham quan giá khoảng 2 USD. Trong những năm gần đây, các tour du lịch bằng thuyền ở Thành phố Mexico đã xuất hiện để đưa du khách đến Đảo búp bê. Người dân địa phương khẳng định rằng các linh hồn trên đảo búp bê của Mexico sẽ sống dậy vào ban đêm và nói chuyện với nhau. Một số khách du lịch còn mang theo búp bê của riêng họ như một dấu hiệu của sự tôn trọng và để cầu xin những lời chúc phúc.
Nhiều du khách đến đây đều chia sẻ "cảm giác ám ảnh bởi những đôi mắt trống rỗng, vô hồn của chúng, ngay cả dưới ánh nắng ban ngày". Nhiều người cho biết, không khí rợn gáy còn "đặc quánh" hơn khi đêm xuống.

## Hình ảnh

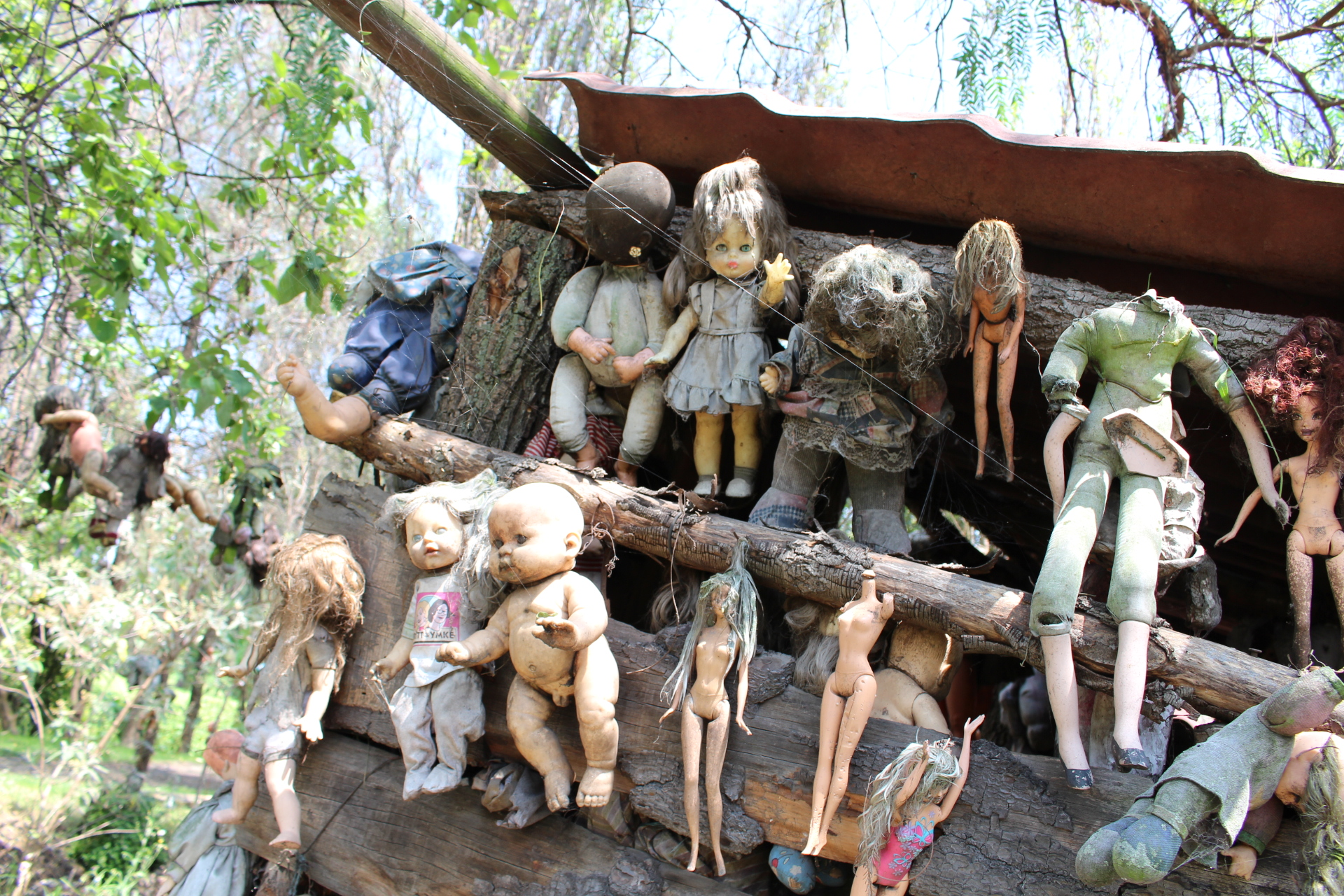
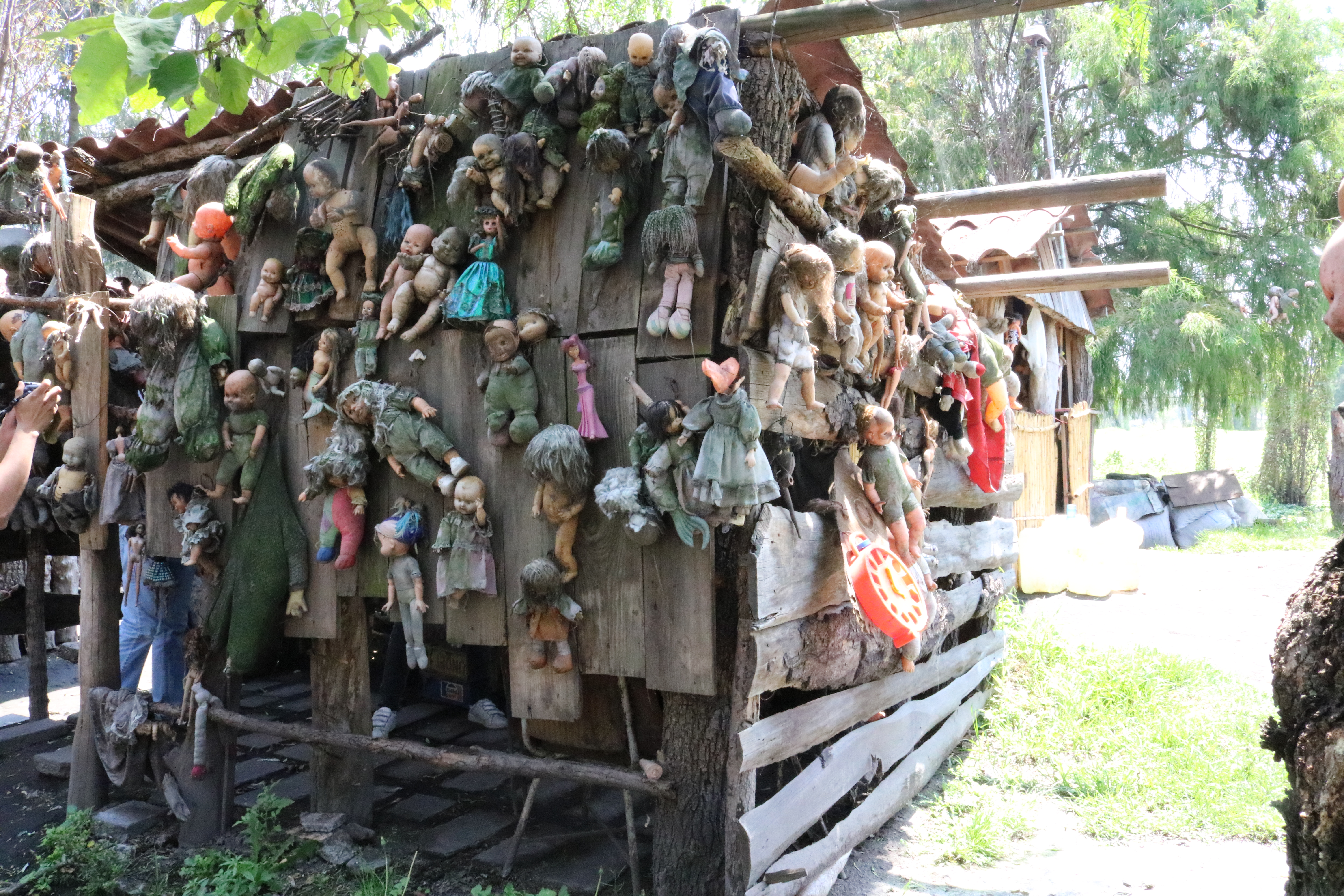
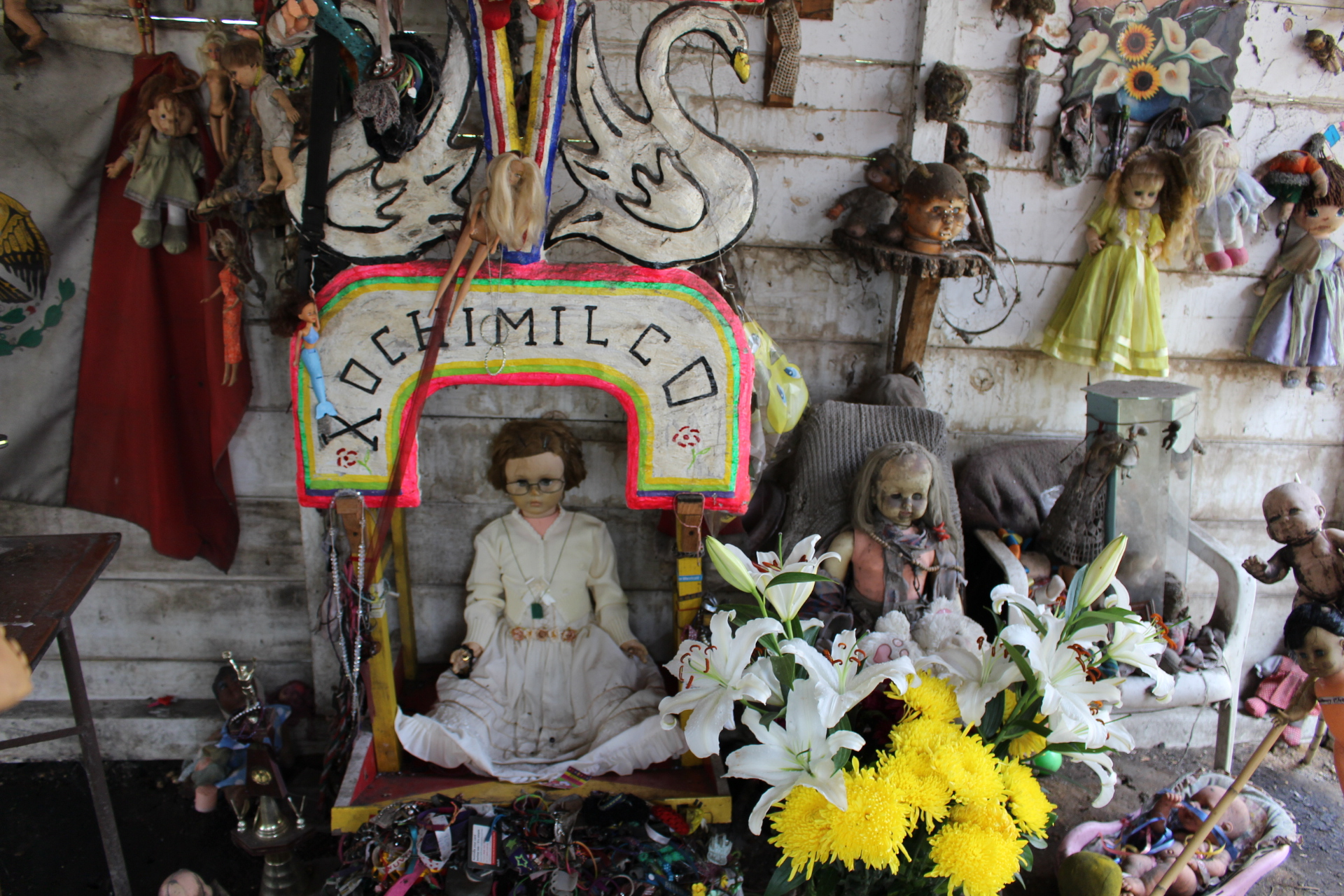
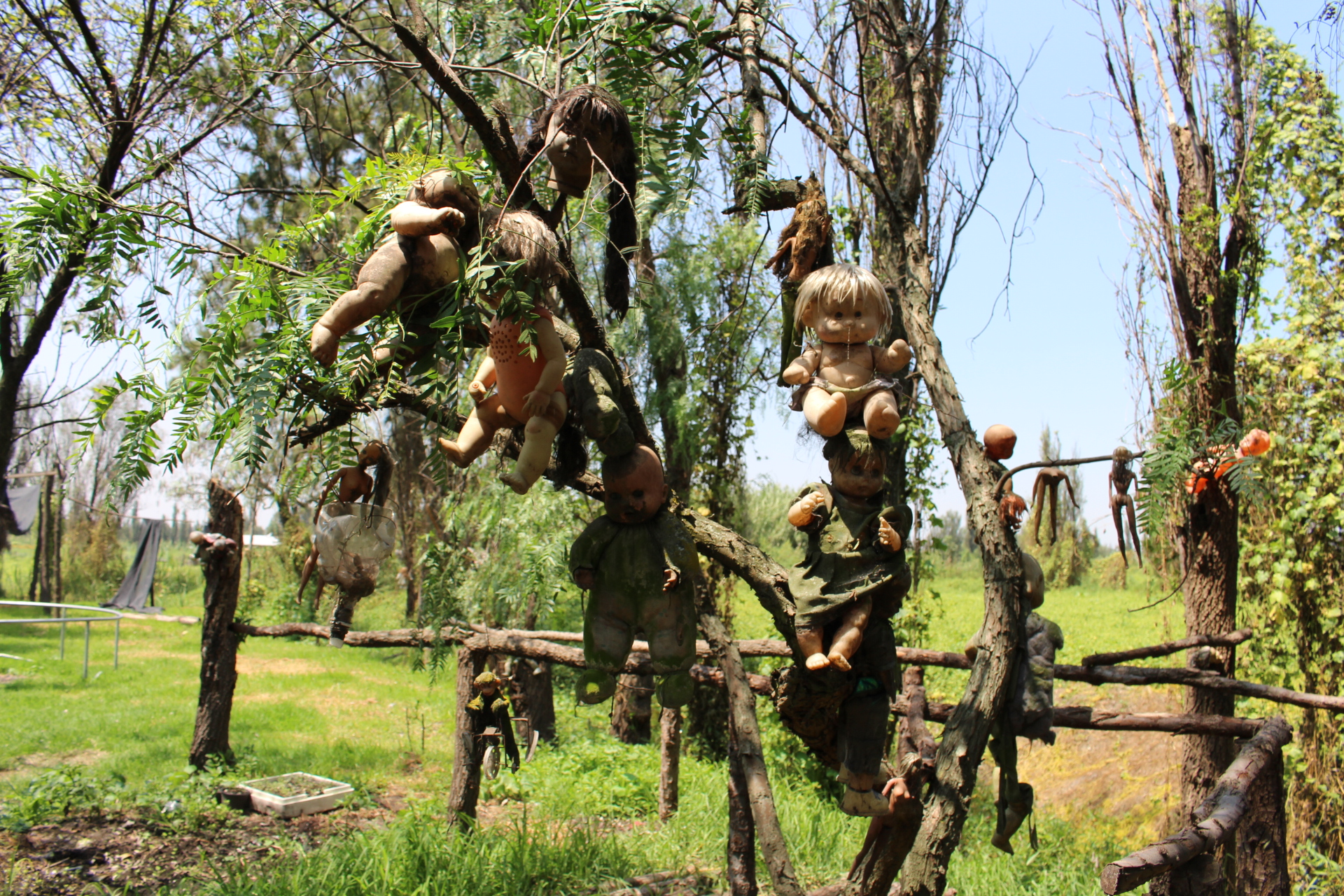
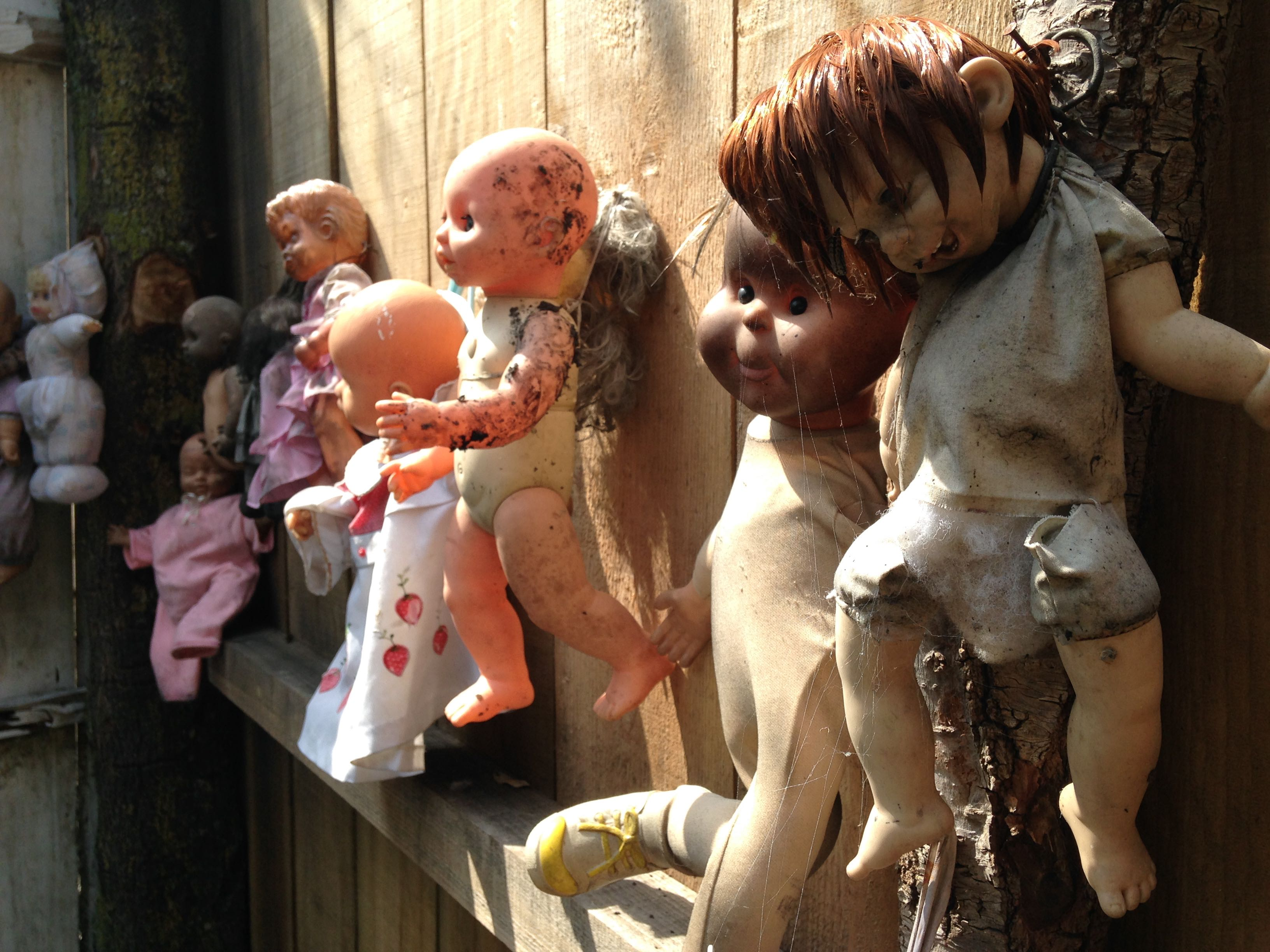